# Ignacio Ramírez

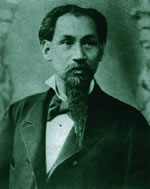
Ignacio Ramírez

Ignacio Ramírez Calzada, bijgenaamd El Nigromante (de tovenaar) (San Miguel de Allende, 23 juni 1818 - Mexico-Stad, 15 juni 1879) was een liberale Mexicaans politicus. Hij was tevens actief als filosoof, schrijver, dichter, journalist, advocaat en humanist en wordt dan ook wel als homo universalis gezien. Ramírez was de eerste atheïstische politicus uit de Mexicaanse geschiedenis.

## Biografie
Ramírez studeerde kunst- en rechtswetenschappen in Mexico-Stad en Querétaro. In 1845 richtte hij de liberale satirische krant Don Simplicio op. Tijdens de Amerikaans-Mexicaanse Oorlog leidde hij de Club Popular om tegen de Amerikanen te vechten. In 1848 werd hij prefect van Tlaxcala en in 1852 vicegouverneur van Sinaloa.
In 1853 werd Ramírez op last van dictator Antonio López de Santa Anna gearresteerd. Na het slagen van de liberale Revolutie van Ayutla in 1855 kwam hij weer vrij. In 1861 benoemde Benito Juárez hem tot minister van onderwijs en justitie. Hij richtte in deze functie de nationale bibliotheek op, liet de Universiteit van Mexico-Stad uitbreiden en gaf de opdracht tot het sluiten van kloosters. Hij vocht tegen de Fransen tijdens de Franse Interventie in Mexico. In 1864 werd hij gevangengenomen en verbannen. In 1867, na de aftocht van de Fransen, keerde hij terug, doch werd nog voor korte tijd gevangengenomen door Maximiliaan-getrouwe troepen.
Hij leverde kritiek op Juárez en later Sebastián Lerdo's herverkiezing, en werd weer gevangengezet. In 1876 sloot hij zich aan bij José María Iglesias en later Porfirio Díaz, die hem in 1877 tot voorzitter van het Hooggerechtshof benoemde. Ramírez behield deze functie tot zijn dood.

## Incident in 1948
In 1948 had de muurschilder Diego Rivera de schildering Droom van een Zondag in het Alameda gemaakt in het Hotel del Prado. Hierop waren een aantal negentiende-eeuwse politici afgebeeld, waaronder Ramírez, die in zijn hand een vel papier vasthield met zijn bekende uitspraak Dios no Existe (God bestaat niet). Het was gebruikelijk dat overheidsgebouwen werden ingezegend door de aartsbisschop van Mexico, die echter weigerde een gebouw met zulke 'schandalige' woorden in te zegenen. Nadat Rivera in een verdedigend artikel had gezegd dat hij zich als atheïst niet hoefde te verschuilen achter Ignacio Ramírez en religie een geestesziekte noemde, brak een dertigtal katholieke studenten het Hotel binnen en vernielden de woorden no Existe, zodat alleen Dios overbleef. Toen deze daad van vandalisme in de pers werd gerechtvaardigd verzamelde zich een honderdtal invloedrijke kunstenaars en intellectuelen. Onder hen waren Fernando Gamboa David Alfaro Siqueiros, José Clemente Orozco, Frida Kahlo, Dr. Atl, Gabriel Fernández Ledesma, Leopoldo Méndez, Juan O' Gorman, Maria Asunsolo, Raúl Anguiano, José Chávez Morado, Jose Revueltas, Arturo Arzaiz y Freg en de kleindochter van Ramírez. Zij drongen het hotel binnen en lieten onder toeziend oog van een aantal gasten, waaronder enkele ministers en de ambassadeur van Spanje, Rivera de schade repareren. Ze scandeerden daarbij leuzen ten gunste van Ramírez, Juárez, de gebroeders Flores Magón en Madero. Ze kondigden aan elke keer wanneer Dios no Existe werd weggehaald dit weer te herstellen. Sindsdien is de schildering onaangetast gebleven.
- Biblioteca Nacional de España: XX1134400
- Bibliothèque nationale de France: cb121816841 (data)
- Gemeinsame Normdatei: 1053072864
- International Standard Name Identifier: 0000 0000 5929 645X
- Library of Congress Control Number: n80097942
- Nationale Bibliotheek van Tsjechië: pna2016915339
- Nationale Bibliotheek van Israël: 987007349027405171
- Nationale Bibliotheek van Polen: a0000002874991
- Nederlandse Thesaurus van Auteursnamen: 073881708
- Système universitaire de documentation: 030393620
- Virtual International Authority File: 27110128
- WorldCat: E39PBJjt6bjwpqKBvyqFYXkbh3